# Arthur Quiller-Couch
Arthur Thomas Quiller-Couch, född 21 november 1863, död 12 maj 1944, var en engelsk lektor, författare och poet. Hans pseudonym var Q.

## Biografi
Quiller-Couch var utbildad vid Trinity College Oxford, Newton Abbot College och Clifton College. Han var senare lektor vid Trinity College mellan 1886 och 1887.
År 1910 blev han adlad och fick därefter titeln "sir". 1912 blev han professor vid Universitetet i Cambridge.

## Verk
Populära verk:
- Mary Leslie
- Kenmare River
- Measure for Measure
- A Triolet
- Anexdote For Fathers